# موريل دي لا فوينتي
موريل دي لا فوينتي هي بلدية تقع في مقاطعة سوريا، منطقة قشتالة وليون، إسبانيا. ووفق الإحصاء السكاني للمعهد الوطني للإحصائيات بإسبانيا، بلغ عدد السكان 91 نسمة.